# Synopsys
Pour l’article ayant un titre homophone, voir Synopsis.
Synopsys est une entreprise américaine spécialisée dans le développement de logiciels destinés principalement aux fabricants de semi-conducteurs, d'ordinateurs et d'équipements électroniques. 
On peut les regrouper en différentes catégories :
- La simulation avec VCS
- L’émulation avec Zebu-Server
- La synthèse logique et l'insertion de test avec Design Compiler
- L'analyse de timing avec PrimeTime
- La génération de séquences de test scan avec TetraMAX
- La synthèse physique et le placement routage avec la suite Astro
- L'analyse statique de code source avec Coverity Prevent.

Le groupe est coté à la bourse de New York depuis 1992. Son siège est situé à Sunnyvale en Californie. 

## Histoire
En janvier 2024, Synopsys annonce l'acquisition d'Ansys pour 35 milliards de dollars.